# Explosiones en Bata de 2021
El 7 de marzo de 2021 se produjo una serie de cuatro explosiones en una base militar ubicada dentro del barrio de Nkoa Ntoma en la ciudad de Bata, la más poblada de Guinea Ecuatorial. Al menos 108 personas murieron durante las explosiones y 615 más resultaron heridas. Las explosiones causaron daños importantes en las áreas aledañas a la base militar. Casi todos los edificios y casas de la ciudad sufrieron daños enormes. El presidente Teodoro Obiang Nguema Mbasogo culpó de las explosiones al almacenamiento inadecuado de municiones, solicitó ayuda internacional y decretó duelo nacional durante tres días, con las banderas a media asta.

## Explosiones

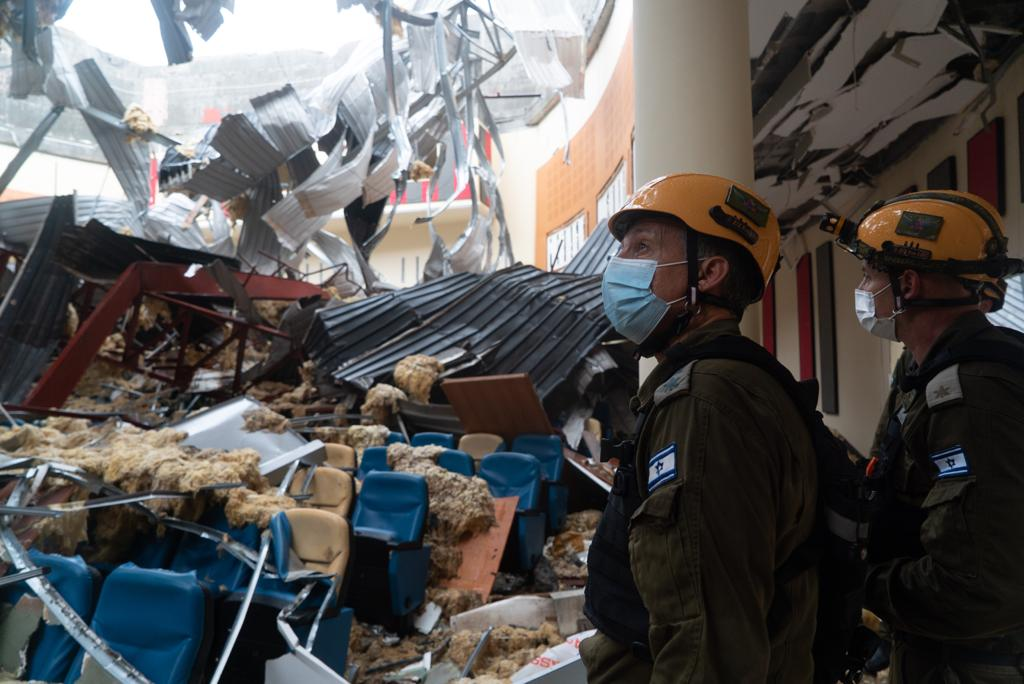
Edificio afectado tras la explosión

Hasta el momento, se han reportado cinco explosiones principales: la primera de ellas —y la más fuerte— ocurrió alrededor de las 13:45 h local (12:45 h UTC); seguida por otras dos explosiones más moderadas, de las cuales —hasta el momento— si bien no se han esclarecido las horas en las que sucedieron, se sabe que las tres primeras ocurrieron en sucesión, la cuarta a las 15:30 h local; lo que sí se tiene claro es que la quinta explosión se dio cuatro horas después de la primera detonación (17:45 h local, aprox.; 16:45 h UTC). Las detonaciones fueron oídas en toda la ciudad; enormes columnas de humo fueron avistadas en varios puntos. Además, se reportaron explosiones menores durante el resto del día y la noche.

## Víctimas

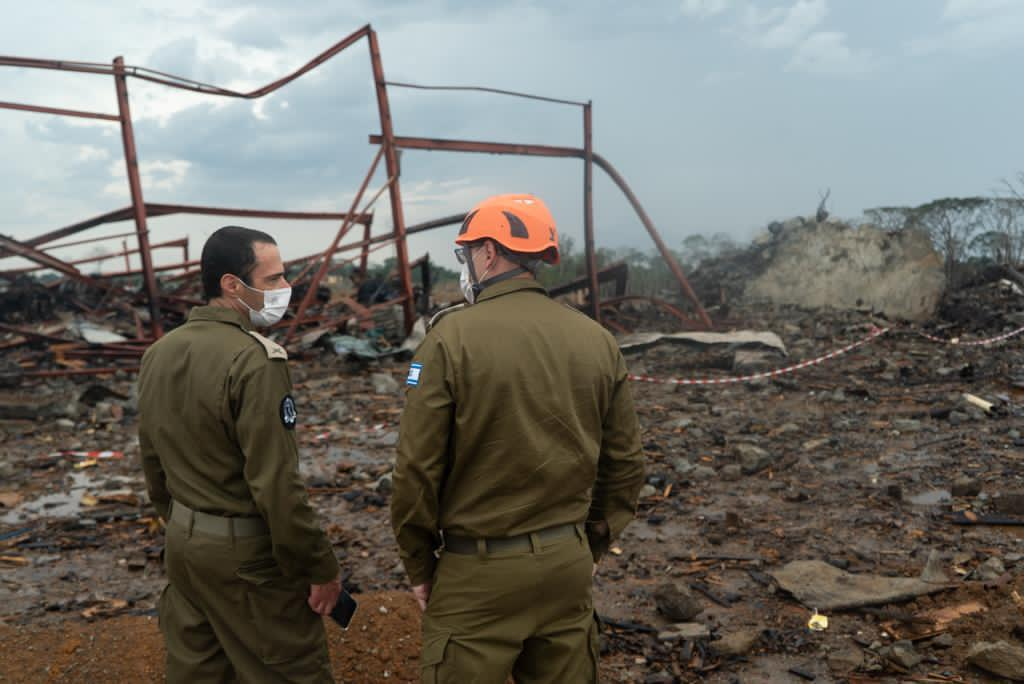
zona muy afectada tras la explosión

El Ministerio de Sanidad ecuatoguineano declaró una «emergencia sanitaria», debido a que se tiene la presunción de que hay varios muertos y desaparecidos bajo los escombros. Muertos y heridos fueron reportados en varias partes de la ciudad. El vicepresidente de la nación viajó al lugar de las explosiones para evaluar la situación.
El reporte de hospitales que han estado recibiendo la gran mayoría de heridos son:
- Hospital Nuevo Inseso (más de 300 heridos)
- Hospital General de Bata (más de 150 heridos)
- Hospital La Paz (más de 70 heridos).

Hacia las 19:00 h (local), se ha declarado un toque de queda, impuesto por las autoridades, para evitar que se incremente el número de contagios de COVID-19 en la región, el cual durará hasta las 06:00 h (hora local). El número de fallecidos se ha incrementado, al menos, a 105.

## Causas

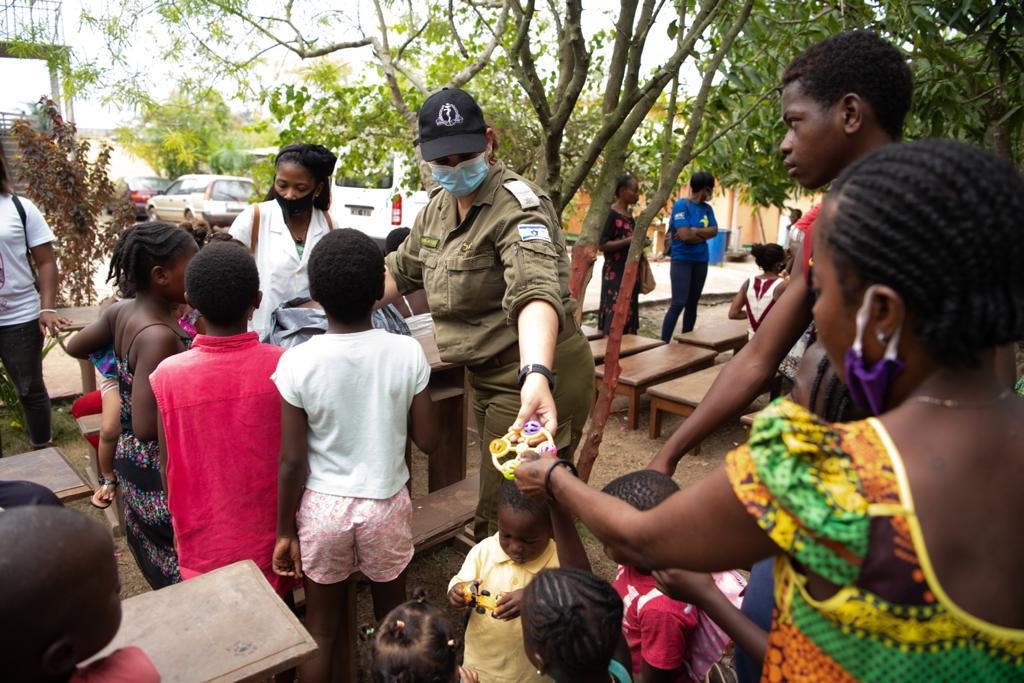
Una unidad de ayuda israelí reparte ayuda humanitaria a los supervivientes

Hasta el momento, se desconoce concretamente a qué se atribuye el accidente. Sin embargo, el propio presidente de Guinea Ecuatorial —Teodoro Obiang Nguema Mbasogo—, en entrevista para TVGE, ha declarado que ocurrió por una negligencia de la unidad responsable de custodiar la dinamita en el cuartel militar donde sucedieron los hechos.
Además, añadió que los vecinos agricultores que despejaban las tierras de cultivo prendiéndoles fuego, habrían incentivado de ese modo la explosión de municiones almacenadas incorrectamente en la base militar.
Otra teoría relacionaba a los soldados con la quema de pastizales, ya que fue un incendio lo que desencadenó las explosiones.

## Investigación
El 2 de julio de 2021 fueron condenados dos militares por las explosiones.

## Reacciones
- Hubo críticas por parte de ciudadanos ecuatoguineanos contra el Gobierno del actual presidente de la nación, considerándolo corrupto.
- Luto nacional.
- El 9 de marzo el Gobierno decretó a Bata como zona de catástrofe.

## Ayuda internacional
- España: ayudará con la reconstrucción de la ciudad. Equipos médicos.[15]
- Francia: envío de equipos de desminado y suministros humanitarios de emergencia.[16]
- Camerún: envío de una brigada médica.[15]
- Catar: envío de médicos, especialistas en protección civil y equipos de emergencia.[17]
- Brasil: envío de 100.000 USD en alimentos en apoyo a las víctimas.[18]
- Gabón: ayuda económica de 500 millones de francos CFA (unos 897.581 USD).[19]
- Israel: envió médicos del Cuerpo Médico y ayuda humanitaria.[20]